# S.E.T
S.E.T는 대한민국의 전 걸그룹이다. 2017년 싱글 [뽕끼의 시작]으로 데뷔했다.

## 방송
- 아이돌 리부팅 프로젝트 더 유닛 (2017)

## 음반
- 뽕끼의 시작 (2017)